# Llista d'asteroides/193101-193200
| Nom      | Designació provisional | Data de descobriment | Lloc de descobriment | Descobridor/s |
| -------- | ---------------------- | -------------------- | -------------------- | ------------- |
| 193101 - | 2000 GQ121             | 6 d'abril de 2000    | Kitt Peak            | Spacewatch    |
| 193102 - | 2000 GT121             | 6 d'abril de 2000    | Kitt Peak            | Spacewatch    |
| 193103 - | 2000 GD123             | 11 d'abril de 2000   | Prescott             | P. G. Comba   |
| 193104 - | 2000 GL128             | 5 d'abril de 2000    | Kitt Peak            | Spacewatch    |
| 193105 - | 2000 GD131             | 7 d'abril de 2000    | Kitt Peak            | Spacewatch    |
| 193106 - | 2000 GT132             | 8 d'abril de 2000    | Socorro              | LINEAR        |
| 193107 - | 2000 GE135             | 8 d'abril de 2000    | Socorro              | LINEAR        |
| 193108 - | 2000 GB138             | 4 d'abril de 2000    | Anderson Mesa        | LONEOS        |
| 193109 - | 2000 GP151             | 5 d'abril de 2000    | Socorro              | LINEAR        |
| 193110 - | 2000 GZ151             | 6 d'abril de 2000    | Socorro              | LINEAR        |
| 193111 - | 2000 GC153             | 6 d'abril de 2000    | Anderson Mesa        | LONEOS        |
| 193112 - | 2000 GU155             | 6 d'abril de 2000    | Anderson Mesa        | LONEOS        |
| 193113 - | 2000 GF159             | 7 d'abril de 2000    | Socorro              | LINEAR        |
| 193114 - | 2000 GE166             | 5 d'abril de 2000    | Socorro              | LINEAR        |
| 193115 - | 2000 GY170             | 5 d'abril de 2000    | Anderson Mesa        | LONEOS        |
| 193116 - | 2000 GG174             | 5 d'abril de 2000    | Anderson Mesa        | LONEOS        |
| 193117 - | 2000 GX174             | 3 d'abril de 2000    | Kitt Peak            | Spacewatch    |
| 193118 - | 2000 HJ                | 24 d'abril de 2000   | Kitt Peak            | Spacewatch    |
| 193119 - | 2000 HT                | 24 d'abril de 2000   | Kitt Peak            | Spacewatch    |
| 193120 - | 2000 HE4               | 26 d'abril de 2000   | Kitt Peak            | Spacewatch    |
| 193121 - | 2000 HG7               | 28 d'abril de 2000   | Kitt Peak            | Spacewatch    |
| 193122 - | 2000 HT9               | 27 d'abril de 2000   | Socorro              | LINEAR        |
| 193123 - | 2000 HC11              | 27 d'abril de 2000   | Socorro              | LINEAR        |
| 193124 - | 2000 HK22              | 29 d'abril de 2000   | Socorro              | LINEAR        |
| 193125 - | 2000 HL25              | 24 d'abril de 2000   | Anderson Mesa        | LONEOS        |
| 193126 - | 2000 HN25              | 24 d'abril de 2000   | Anderson Mesa        | LONEOS        |
| 193127 - | 2000 HQ25              | 24 d'abril de 2000   | Anderson Mesa        | LONEOS        |
| 193128 - | 2000 HU25              | 24 d'abril de 2000   | Anderson Mesa        | LONEOS        |
| 193129 - | 2000 HM28              | 29 d'abril de 2000   | Socorro              | LINEAR        |
| 193130 - | 2000 HQ43              | 29 d'abril de 2000   | Kitt Peak            | Spacewatch    |
| 193131 - | 2000 HZ44              | 26 d'abril de 2000   | Anderson Mesa        | LONEOS        |
| 193132 - | 2000 HY47              | 29 d'abril de 2000   | Socorro              | LINEAR        |
| 193133 - | 2000 HA50              | 29 d'abril de 2000   | Socorro              | LINEAR        |
| 193134 - | 2000 HY56              | 24 d'abril de 2000   | Anderson Mesa        | LONEOS        |
| 193135 - | 2000 HV59              | 25 d'abril de 2000   | Anderson Mesa        | LONEOS        |
| 193136 - | 2000 HB62              | 25 d'abril de 2000   | Kitt Peak            | Spacewatch    |
| 193137 - | 2000 HC62              | 25 d'abril de 2000   | Kitt Peak            | Spacewatch    |
| 193138 - | 2000 HE62              | 25 d'abril de 2000   | Kitt Peak            | Spacewatch    |
| 193139 - | 2000 HR63              | 26 d'abril de 2000   | Anderson Mesa        | LONEOS        |
| 193140 - | 2000 HQ67              | 27 d'abril de 2000   | Anderson Mesa        | LONEOS        |
| 193141 - | 2000 HT68              | 28 d'abril de 2000   | Kitt Peak            | Spacewatch    |
| 193142 - | 2000 HK72              | 26 d'abril de 2000   | Anderson Mesa        | LONEOS        |
| 193143 - | 2000 HV81              | 29 d'abril de 2000   | Socorro              | LINEAR        |
| 193144 - | 2000 HR89              | 29 d'abril de 2000   | Socorro              | LINEAR        |
| 193145 - | 2000 HN90              | 29 d'abril de 2000   | Socorro              | LINEAR        |
| 193146 - | 2000 HV97              | 26 d'abril de 2000   | Anderson Mesa        | LONEOS        |
| 193147 - | 2000 HZ99              | 27 d'abril de 2000   | Anderson Mesa        | LONEOS        |
| 193148 - | 2000 JX3               | 4 de maig de 2000    | Socorro              | LINEAR        |
| 193149 - | 2000 JY4               | 3 de maig de 2000    | Kitt Peak            | Spacewatch    |
| 193150 - | 2000 JU8               | 7 de maig de 2000    | Prescott             | P. G. Comba   |
| 193151 - | 2000 JU21              | 6 de maig de 2000    | Socorro              | LINEAR        |
| 193152 - | 2000 JS22              | 7 de maig de 2000    | Socorro              | LINEAR        |
| 193153 - | 2000 JU25              | 7 de maig de 2000    | Socorro              | LINEAR        |
| 193154 - | 2000 JP43              | 7 de maig de 2000    | Socorro              | LINEAR        |
| 193155 - | 2000 JZ44              | 7 de maig de 2000    | Socorro              | LINEAR        |
| 193156 - | 2000 JD64              | 10 de maig de 2000   | Socorro              | LINEAR        |
| 193157 - | 2000 JT82              | 7 de maig de 2000    | Socorro              | LINEAR        |
| 193158 - | 2000 KJ4               | 28 de maig de 2000   | Bohyunsan            | Bohyunsan     |
| 193159 - | 2000 KL7               | 27 de maig de 2000   | Socorro              | LINEAR        |
| 193160 - | 2000 KR8               | 28 de maig de 2000   | Socorro              | LINEAR        |
| 193161 - | 2000 KS8               | 28 de maig de 2000   | Socorro              | LINEAR        |
| 193162 - | 2000 KU8               | 28 de maig de 2000   | Socorro              | LINEAR        |
| 193163 - | 2000 KS9               | 28 de maig de 2000   | Socorro              | LINEAR        |
| 193164 - | 2000 KT9               | 28 de maig de 2000   | Socorro              | LINEAR        |
| 193165 - | 2000 KZ9               | 28 de maig de 2000   | Socorro              | LINEAR        |
| 193166 - | 2000 KM29              | 28 de maig de 2000   | Socorro              | LINEAR        |
| 193167 - | 2000 KK41              | 31 de maig de 2000   | Prescott             | P. G. Comba   |
| 193168 - | 2000 KU42              | 25 de maig de 2000   | Kitt Peak            | Spacewatch    |
| 193169 - | 2000 KN49              | 30 de maig de 2000   | Kitt Peak            | Spacewatch    |
| 193170 - | 2000 KT49              | 30 de maig de 2000   | Kitt Peak            | Spacewatch    |
| 193171 - | 2000 KT51              | 31 de maig de 2000   | Kitt Peak            | Spacewatch    |
| 193172 - | 2000 LN8               | 7 de juny de 2000    | Prescott             | P. G. Comba   |
| 193173 - | 2000 LE9               | 5 de juny de 2000    | Socorro              | LINEAR        |
| 193174 - | 2000 LF22              | 6 de juny de 2000    | Kitt Peak            | Spacewatch    |
| 193175 - | 2000 OV7               | 30 de juliol de 2000 | Socorro              | LINEAR        |
| 193176 - | 2000 OV10              | 23 de juliol de 2000 | Socorro              | LINEAR        |
| 193177 - | 2000 OX18              | 23 de juliol de 2000 | Socorro              | LINEAR        |
| 193178 - | 2000 PK5               | 4 d'agost de 2000    | Socorro              | LINEAR        |
| 193179 - | 2000 PP14              | 1 d'agost de 2000    | Socorro              | LINEAR        |
| 193180 - | 2000 PU25              | 4 d'agost de 2000    | Socorro              | LINEAR        |
| 193181 - | 2000 PK28              | 4 d'agost de 2000    | Haleakala            | NEAT          |
| 193182 - | 2000 QR                | 22 d'agost de 2000   | Drebach              | G. Lehmann    |
| 193183 - | 2000 QE16              | 24 d'agost de 2000   | Socorro              | LINEAR        |
| 193184 - | 2000 QV37              | 24 d'agost de 2000   | Socorro              | LINEAR        |
| 193185 - | 2000 QN42              | 24 d'agost de 2000   | Socorro              | LINEAR        |
| 193186 - | 2000 QY45              | 24 d'agost de 2000   | Socorro              | LINEAR        |
| 193187 - | 2000 QZ51              | 24 d'agost de 2000   | Socorro              | LINEAR        |
| 193188 - | 2000 QQ56              | 26 d'agost de 2000   | Socorro              | LINEAR        |
| 193189 - | 2000 QS56              | 26 d'agost de 2000   | Socorro              | LINEAR        |
| 193190 - | 2000 QY59              | 26 d'agost de 2000   | Socorro              | LINEAR        |
| 193191 - | 2000 QT85              | 25 d'agost de 2000   | Socorro              | LINEAR        |
| 193192 - | 2000 QS93              | 26 d'agost de 2000   | Socorro              | LINEAR        |
| 193193 - | 2000 QD112             | 24 d'agost de 2000   | Socorro              | LINEAR        |
| 193194 - | 2000 QH118             | 25 d'agost de 2000   | Socorro              | LINEAR        |
| 193195 - | 2000 QP124             | 29 d'agost de 2000   | Socorro              | LINEAR        |
| 193196 - | 2000 QS125             | 31 d'agost de 2000   | Socorro              | LINEAR        |
| 193197 - | 2000 QQ129             | 30 d'agost de 2000   | Višnjan Observatory  | K. Korlević   |
| 193198 - | 2000 QT137             | 31 d'agost de 2000   | Socorro              | LINEAR        |
| 193199 - | 2000 QL139             | 31 d'agost de 2000   | Socorro              | LINEAR        |
| 193200 - | 2000 QZ146             | 31 d'agost de 2000   | Socorro              | LINEAR        |